# Cupanoscelis sanmartini
Cupanoscelis sanmartini är en skalbaggsart som beskrevs av Martins och Monné 1975. Cupanoscelis sanmartini ingår i släktet Cupanoscelis och familjen långhorningar.
Artens utbredningsområde är Venezuela. Inga underarter finns listade i Catalogue of Life.